# Гроссмейстер СССР (шашки)
Гроссмейстер СССР по шашкам — высшее спортивное шашечное звание в СССР.
Звание учреждено в 1961 году; присваивалось первоначально среди мужчин, отдельно по международным и русским шашкам, со временем среди женщин, по игре по переписке и по композиции.
После введения в 1965 году звания мастер спорта СССР международного класса к нему были приравнены звания гроссмейстер СССР (по шахматам и по шашкам).
Звание присваивалось согласно выполнению нормативов Единой всесоюзной спортивной классификации.

## Гроссмейстеры СССР
1961
Щеголев Вячеслав
1962
Цирик Зиновий
Абаулин Валентин
Городецкий Вениамин
1966
Андрейко  Андрис
Литвинович Виктор
1967
Арустамов Юрий
1969
Габриелян Виталий
Гантварг Анатолий
1970
Абациев Николай
1971
Корхов Михаил
1975
Агафонов Владимир
Плакхин Аркадий
1977
Могилянский Александр
1978
Вигман Владимир
1979
Мищанский Николай
Кореневский Михаил
1980
Лещинский Ростислав
1981
Дыбман Александр
Рахунов Михаил
1982
Мищанский Николай
Фазылов Маркиэл
1983
Балякин Александр
Вирный Вадим
1985
Кандауров Александр
Саядян Левон
1987
Норвайшас Арунас
Шварцман Александр
1991
Голосуев Владимир
Негра Николай
Королёв Юрий
Доска Ион
Блиндер Борис